# BMTシー・ビーチ線
BMTシー・ビーチ線（BMT Sea Beach Line）はニューヨーク市地下鉄のBディビジョンに属する路線で59丁目駅でBMT4番街線と接続し、広い掘割に設けられた複々線でブルックリン区コニーアイランドとの間を結んでいる。開業以来、マンハッタンとコニ―アイランドを結ぶ最速の急行列車（途中に急行停車駅がない）が運行されていたが、現在では各駅停車のN系統が終日全線を運行している。また、86丁目駅以北ではW系統がラッシュ時に3往復走行している。

## 運行パターン

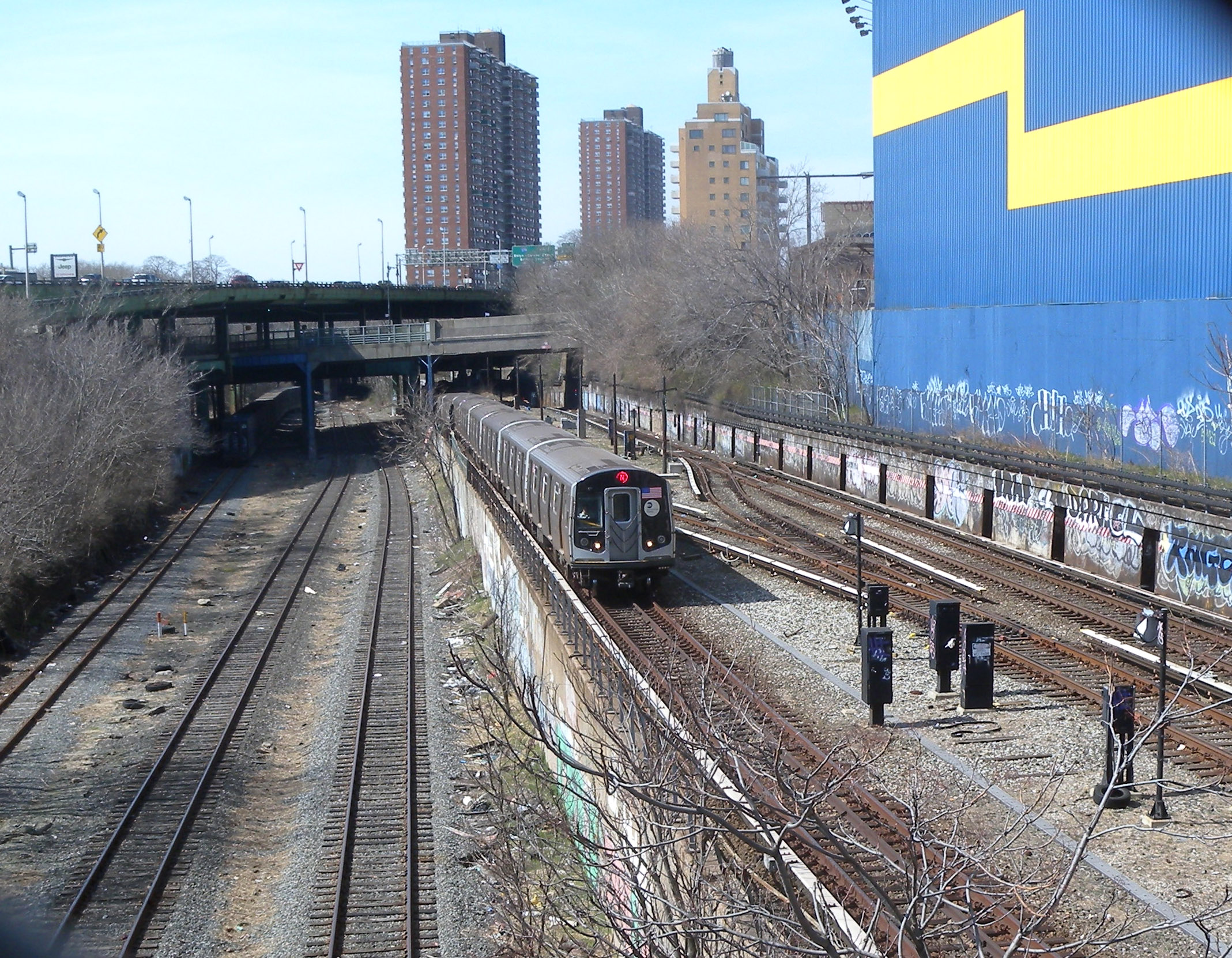
6番街の跨線橋から見た掘割。左側がロングアイランド鉄道ベイ・リッジ支線、右側がBMTシー・ビーチ線である。

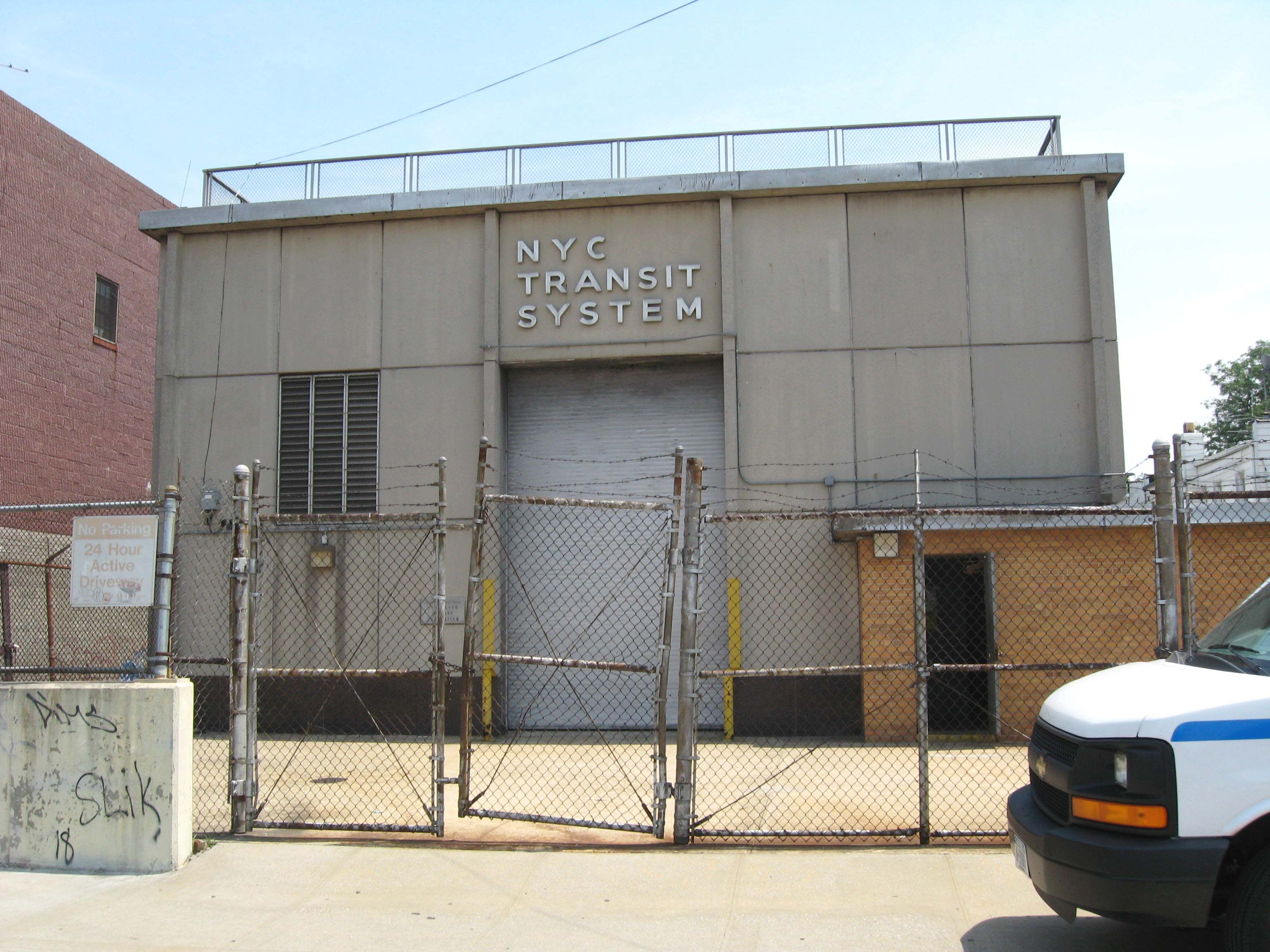
16番街変電所

| 運行系統 | 時間帯     | 走行区間     |
| -------- | ---------- | ------------ |
|          | 終日       | 全線         |
|          | ラッシュ時 | 86丁目駅以北 |

### 路線概要
BMTシー・ビーチ線は59丁目駅のすぐ南で分岐・立体交差している。駅と分岐の間に4番街線の緩行線・急行線との渡り線があり、急行線は北行緩行線の下を東にカーブして潜り、シー・ビーチ線の起点になっている。4番街地下のトンネルを抜けると、シー・ビーチ線は複線になってランプの両側を上がっていく。このランプはかつてはベイ・リッジの65丁目付近の海岸部にあった線路に繋がっていた。
この接続線を過ぎたところでシー・ビーチ線は複々線になる。シー・ビーチ線は全駅相対式ホーム2面4線で急行線にはホームが設けられていない。
キングス・ハイウェイ駅を過ぎたところに北行急行線から南行急行線への渡り線がある。また、キングス・ハイウェイ駅の両側にも渡り線があり、手前の渡り線では急行線から緩行線へ、先の渡り線では緩行線から急行線へ渡れるようになっている。86丁目駅の南側で急行線が終わって複線になり、コニーアイランド車両基地を対角線状に横切っている。車両基地への連絡線を過ぎると終点のコニー・アイランド-スティルウェル・アベニュー駅に到着する。

### 急行線
急行線は元は「コニ―・アイランド・エクスプレス（Coney Island Express）」を運行するために設置された。これは2014年までの間に2度運行されたことがあり、最初は1924年から1952年にかけて夏季の週末にBMTナッソー・ストリート線チェンバーズ・ストリート駅まで運行された。2度目に運行されたのは1967年から1968年にかけてラッシュ時にBMTブロードウェイ線と直通して超特急運転を行ったNX系統である。どちらの列車もシー・ビーチ・エクスプレスと呼ばれることがあるが、シー・ビーチ線内の停車駅は1つもなかった。
シー・ビーチ線の急行線は長らく営業運転以外で使われてきた。多くの新設備、特に試験車両がここで試験されたが、故障することもしばしばだった。運転士の訓練にも使用されてきた。1950年代に42丁目シャトルに導入されたものの不運に見舞われた自動運転システムもここでテストされた。
開業以来、急行線は1つの閉塞区間として扱われ、6番街-キングス・ハイウェイ近くまで信号が一切設けられていない。このため、先行する列車が閉塞区間を抜けるまで他の列車を入線させないような取扱が行われる。

## 駅一覧
シー・ビーチ線内は各駅停車のN系統とW系統が運行されている。
| 地区                                                                                     | バリアフリー・アクセス                                                                   | 駅名                                                                                     | 開業                                                                                     | 乗り換え・備考                                                                           |                                                                                          |                                                                                          |
| BMT4番街線 (N W )からの分岐                                                              | BMT4番街線 (N W )からの分岐                                                              | BMT4番街線 (N W )からの分岐                                                              | BMT4番街線 (N W )からの分岐                                                              | BMT4番街線 (N W )からの分岐                                                              | BMT4番街線 (N W )からの分岐                                                              | BMT4番街線 (N W )からの分岐                                                              |
| 急行線（複線）の始点 (定期運行なし) （南行線は繋がっておらず、北行線を双方向で運行する） | 急行線（複線）の始点 (定期運行なし) （南行線は繋がっておらず、北行線を双方向で運行する） | 急行線（複線）の始点 (定期運行なし) （南行線は繋がっておらず、北行線を双方向で運行する） | 急行線（複線）の始点 (定期運行なし) （南行線は繋がっておらず、北行線を双方向で運行する） | 急行線（複線）の始点 (定期運行なし) （南行線は繋がっておらず、北行線を双方向で運行する） | 急行線（複線）の始点 (定期運行なし) （南行線は繋がっておらず、北行線を双方向で運行する） | 急行線（複線）の始点 (定期運行なし) （南行線は繋がっておらず、北行線を双方向で運行する） |
| ---------------------------------------------------------------------------------------- | ---------------------------------------------------------------------------------------- | ---------------------------------------------------------------------------------------- | ---------------------------------------------------------------------------------------- | ---------------------------------------------------------------------------------------- | ---------------------------------------------------------------------------------------- | ---------------------------------------------------------------------------------------- |
| サンセット・パーク                                                                       |                                                                                          | 8番街駅                                                                                  | 1915年6月22日                                                                            |                                                                                          |                                                                                          |                                                                                          |
| ボロー・パーク                                                                           |                                                                                          | フォート・ハミルトン・パークウェイ駅                                                     | 1915年6月22日                                                                            |                                                                                          |                                                                                          |                                                                                          |
| ベンソンハースト                                                                         |                                                                                          | ニュー・ユトレヒト・アベニュー駅                                                         | 1915年6月22日                                                                            | 62丁目駅でBMTウェスト・エンド線（D ）に乗り換え。                                        |                                                                                          |                                                                                          |
| ベンソンハースト                                                                         |                                                                                          | 18番街駅                                                                                 | 1915年6月22日                                                                            |                                                                                          |                                                                                          |                                                                                          |
| ベンソンハースト                                                                         |                                                                                          | 20番街駅                                                                                 | 1915年6月22日                                                                            |                                                                                          |                                                                                          |                                                                                          |
| ベンソンハースト                                                                         |                                                                                          | ベイ・パークウェイ駅                                                                     | 1915年6月22日                                                                            |                                                                                          |                                                                                          |                                                                                          |
| 南行急行線が再開 (定期運行なし)                                                          |                                                                                          |                                                                                          |                                                                                          |                                                                                          |                                                                                          |                                                                                          |
| グレーブセンド                                                                           |                                                                                          | キングス・ハイウェイ駅                                                                   | 1915年6月22日                                                                            |                                                                                          |                                                                                          |                                                                                          |
| グレーブセンド                                                                           |                                                                                          | アベニュー・U駅                                                                          | 1915年6月22日                                                                            |                                                                                          |                                                                                          |                                                                                          |
| グレーブセンド                                                                           |                                                                                          | 86丁目駅                                                                                 | 1915年6月22日                                                                            |                                                                                          |                                                                                          |                                                                                          |
| 急行線 終点                                                                              |                                                                                          |                                                                                          |                                                                                          |                                                                                          |                                                                                          |                                                                                          |
| コニーアイランド車両基地への連絡線                                                       |                                                                                          |                                                                                          |                                                                                          |                                                                                          |                                                                                          |                                                                                          |
| コニーアイランド                                                                         | バリアフリー・アクセス                                                                   | コニー・アイランド-スティルウェル・アベニュー駅                                          | 1918年12月13日                                                                           | BMTブライトン線 (Q ) INDカルバー線 (F <F>) BMTウェスト・エンド線 (D )                    |                                                                                          |                                                                                          |